# Adele Eva Goldberg
Adele Eva Goldberg (9 de novembro de 1963) é uma pesquisadora estadunidense do campo da linguística.

## Vida acadêmica
Desde 2004, ela tem lecionado esta disciplina e psicologia na Princeton University. Entre 1997-2004, lecionou Linguística no Beckman Institute da University of Illinois at Urbana-Champaign (UIUC). Também, entre 1997 e 1998, lecionou a disciplina na University of California, San Diego (UCSD).
O foco do trabalho de pesquisa de Goldberg reside na psicologia da linguagem, incluindo aspectos teóricos e experimentais da gramática e sua representação, aquisição de correspondências forma-função e primação sintática. Seu trabalho tem ajudado a elaborar paralelos entre a linguagem e outros processos cognitivos. Ela é uma das principais pesquisadoras no campo da gramática de construção, uma alternativa à predominante gramática gerativa, que toma as correspondências forma-função como as unidades básicas da linguagem. 